# گورستان گتیل
قبرستان گتیل مربوط به سده‌های متاخر دوران‌های تاریخی پس از اسلام است و در شهرستان کنارک، بخش زرآباد، ۶۰ کیلومتری شمال، دهستان غربی، ۵ کیلومتری شمال شرق هیان واقع شده و این اثر در تاریخ ۲۶ اسفند ۱۳۸۷ با شمارهٔ ثبت ۲۵۹۰۱ به‌عنوان یکی از آثار ملی ایران به ثبت رسیده است.